# Paralypha aberrans
Paralypha aberrans là một loài ruồi trong họ Tachinidae.